# Christina Scholz
Christina Scholz-Bock (* 1955 in München) ist eine deutsche Theater- und Filmschauspielerin und bildende Künstlerin.

## Leben
Christina Scholz wurde an der Neuen Münchner Schauspielschule ausgebildet. Sie hatte dann Theaterengagements und wurde ab Ende der 1970er Jahre auch als Filmschauspielerin tätig. 1995 bis 1996 spielte sie die Anästhesistin Yvonne von Ebelsberg in der Fernsehserie Hallo, Onkel Doc.
Sie lebt mit ihrem Ehemann Rainer Bock in München-Nymphenburg und hat mit ihm einen erwachsenen Sohn.

## Filmografie
- 1978: Eine Frau mit Verantwortung
- 1978: Notsignale (Fernsehserie, eine Folge)
- 1981: Die Heimsuchung des Assistenten Jung (Fernsehfilm)
- 1983: Die Zeiten ändern sich (Fernsehfilm)
- 1984: Der Schlaf der Vernunft (Fernsehfilm)
- 1989: Liebe, Tod und Eisenbahn (Fernsehfilm)
- 1992: Grüß Gott, Frau Doktor (Fernsehfilm)
- 1993: SOKO 5113 (Fernsehserie, eine Folge)
- 1994: Schwarz greift ein (Fernsehserie, eine Folge)
- 1995–1996: Hallo, Onkel Doc (Fernsehserie, 6 Folgen)
- 1995–1997: Frauenarzt Dr. Markus Merthin (Fernsehserie, 2 Folgen)
- 2004: Tierarzt Dr. Engel (Fernsehserie, eine Folge)
- 2009: Marienhof (Fernsehserie, 8 Folgen)